# Віллафранка-Сікула
Віллафранка-Сікула (італ. Villafranca Sicula, сиц. Villafranca) — муніципалітет в Італії, у регіоні Сицилія,  провінція Агрідженто.
Віллафранка-Сікула розташована на відстані близько 490 км на південь від Рима, 60 км на південь від Палермо, 40 км на північний захід від Агрідженто.
Населення — 1424 особи (2014).
Щорічний фестиваль відбувається 18 березня. Покровитель — San Eucarpio.

## Демографія
Населення за роками:

Станом на 1 січня 2023 року в муніципалітеті офіційно проживали 82 іноземці з 8 країн, серед них 69 громадян країн Євросоюзу та 2 громадяни України.

## Сусідні муніципалітети
- Бурджо
- Каламоначі
- Кальтабеллотта
- Лукка-Сікула